# Novinger
Novinger és una població dels Estats Units a l'estat de Missouri. Segons el cens del 2000 tenia 534 habitants.

## Demografia
Segons el cens del 2000, Novinger tenia 534 habitants, 225 habitatges, i 152 famílies. La densitat de població era de 254,5 habitants per km².
Dels 225 habitatges en un 33,3% hi vivien nens de menys de 18 anys, en un 51,1% hi vivien parelles casades, en un 12% dones solteres, i en un 32,4% no eren unitats familiars. En el 29,8% dels habitatges hi vivien persones soles el 15,1% de les quals corresponia a persones de 65 anys o més que vivien soles. El nombre mitjà de persones vivint en cada habitatge era de 2,37 i el nombre mitjà de persones que vivien en cada família era de 2,95.
Per edats la població es repartia de la següent manera: un 25,1% tenia menys de 18 anys, un 10,9% entre 18 i 24, un 24,3% entre 25 i 44, un 25,1% de 45 a 60 i un 14,6% 65 anys o més.
L'edat mediana era de 37 anys. Per cada 100 dones de 18 o més anys hi havia 93,2 homes.
La renda mediana per habitatge era de 20.990 $ i la renda mediana per família de 26.000 $. Els homes tenien una renda mediana de 19.500 $ mentre que les dones 17.625 $. La renda per capita de la població era de 10.586 $. Entorn del 14,9% de les famílies i el 15,6% de la població estaven per davall del llindar de pobresa.

## Poblacions més properes
El següent diagrama mostra les poblacions més properes.